# Giuseppe Paris
Giuseppe Paris (Milano, 22 settembre 1895 – Merate, 5 aprile 1968) è stato un ginnasta italiano, vincitore di due medaglie d'oro nella gara di concorso a squadre di ginnastica.
La prima la vinse ai Giochi olimpici di Anversa 1920 (squadra composta, oltre da Paris, da Arnaldo Andreoli, Ettore Bellotto, Pietro Bianchi, Fernando Bonatti, Luigi Cambiaso, Carlo Costigliolo, Luigi Costigliolo, Giuseppe Domenichelli, Roberto Ferrari, Carlo Fregosi, Romualdo Ghiglione, Ambrogio Levati, Francesco Loi, Vittorio Lucchetti, Luigi Maiocco, Ferdinando Mandrini, Lorenzo Mangiante, Antonio Marovelli, Michele Mastromarino, Manlio Pastorini, Ezio Roselli, Paolo Salvi, Giovanni Tubino, Giorgio Zampori e Angelo Zorzi) e la seconda a quelli di Parigi 1924 (con Luigi Cambiaso, Mario Lertora, Vittorio Lucchetti, Luigi Maiocco, Ferdinando Mandrini, Francesco Martino e Giorgio Zampori).

## Palmarès
| Anno | Manifestazione  | Sede    | Evento             | Risultato |
| ---- | --------------- | ------- | ------------------ | --------- |
| 1920 | Giochi olimpici | Anversa | Concorso a squadre | Oro       |
| 1924 | Giochi olimpici | Parigi  | Concorso a squadre | Oro       |